# جسر القعقعية
جسر القعقعية، ويقع في بلدة قعقعية الجسر، على نهر الليطاني اللبناني.

## موقعه
يصل جسر القعقعية بين ضفتي نهر الليطاني، ويشكل صلة الوصل بين قضاء النبطية وقضاء بنت جبيل.

## تاريخيا
بني سنة 1248 هجرية كما هو موجود على صخرة فيه، إلا أن البناء القديم تهدّم وأصبح خرابا، وأعيد بناء جسر في مكان أرفع على مقربة من القديم. 

وقد شهد هذا الجسر معركة مشهورة في القرى المحيطة بين صادق حمزه و الفرنسيين.